# Place de Belgique (La Garenne-Colombes)
Pour les articles homonymes, voir Place de Belgique.
La place de Belgique est un carrefour important situé à La Garenne-Colombes (Hauts-de-Seine), au nord du quartier d'affaires de La Défense. Elle porte ce nom depuis 1937, date à laquelle l'Amicale Franco-Belge de l'Ouest Parisien fit la demande d'attribuer le nom de ''place de Belgique'' au rond-point de Charlebourg.
Elle se situe sur le territoire de La Défense Seine Arche.

## Histoire

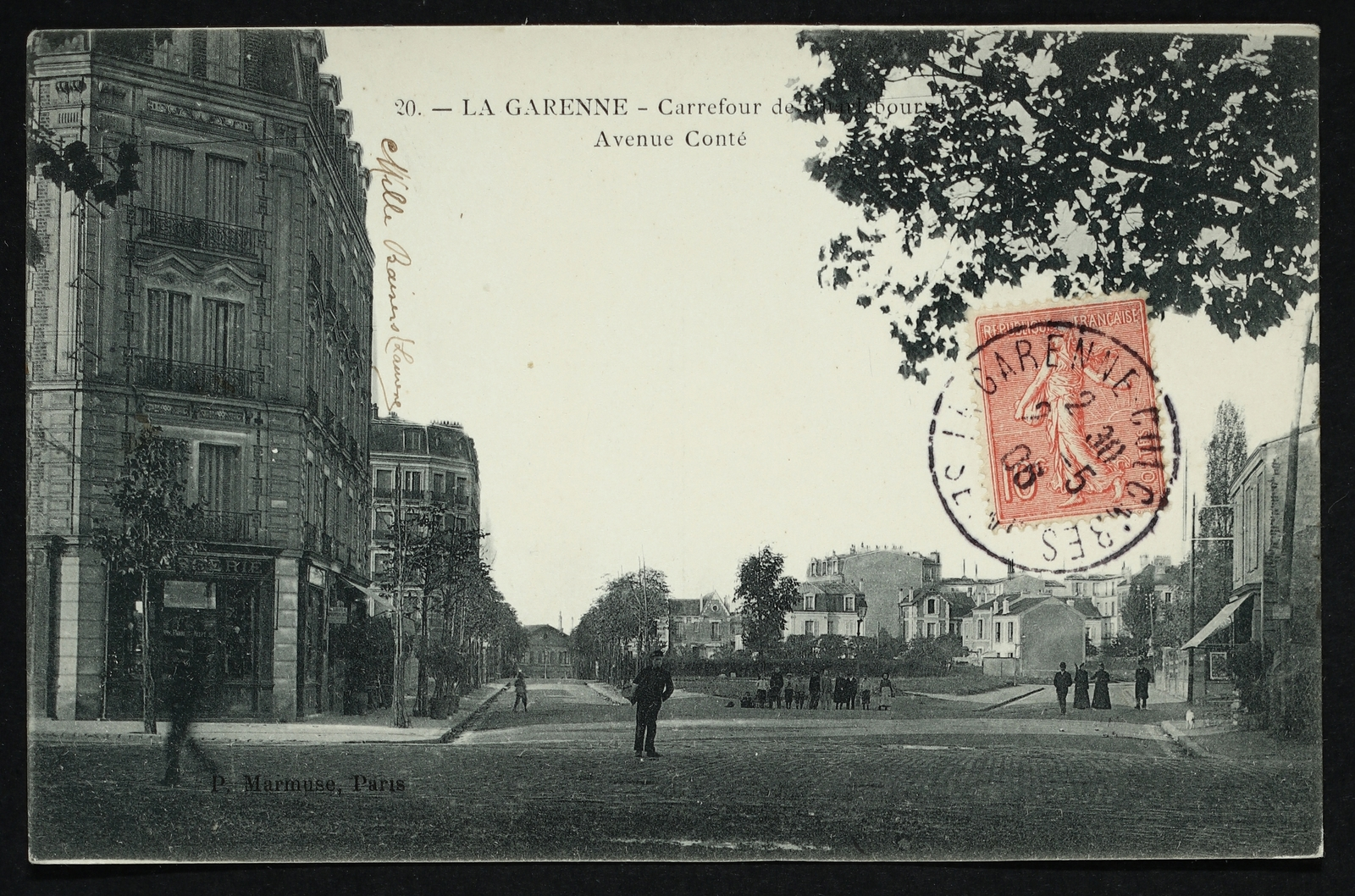
La place de Belgique à l'angle de l'avenue Conté, vers 1900.

Dans ce bois déjà nommé en 1240 La Garenne dépendant de Colombes par le seigneur Bouchard de Marly, le début du XVIe siècle voit la construction d'une première habitation appelée La Tournelle, demeure d'un fermier qui y gère le gibier.
Au XIXe siècle, la place correspondait à la fin du boulevard Bineau qui traversait Neuilly-sur-Seine, Courbevoie et Colombes (avant la séparation du quartier de La Garenne au sein de Colombes).
Elle représentait une limite entre les quartiers de La Garenne (le centre-ville de La Garenne-Colombes), qui était bâti, et des Champs-Philippe, qui était très faiblement urbanisé.
Un grand marché animait cette place qui était une place du marché, le marché de Charlebourg. La place était d'ailleurs nommée Place du Marché de Charlebourg.
Jusque dans les années 1935, cinq lignes de tramway, exploitées par la Société des transports en commun de la région parisienne, desservaient la place de Belgique.
Au milieu du XXe siècle, la place était desservie par des trolleybus.
Avec les différentes phases d'urbanisation, à la fin du XIXe siècle, puis au début, au milieu et à la fin du XXe siècle, la fonction de marché de la place a disparu pour laisser place à un carrefour à la croisée d'axes routiers reliant d'une part la Porte de Champerret à Nanterre et d'autre part La Défense et la Porte Maillot au Val-d'Oise.
Dans la seconde partie du XXe siècle, une fontaine du plasticien Michel Deverne a été implantée au centre de cette place, contre laquelle un petit parking de surface, toujours au centre de la place, avait été créé.
Au début du XXIe siècle, peu de temps après un passage du Tour de France sur la place, la fontaine fut détruite, pour laisser place à un chantier, celui d'un immeuble de bureaux de l'architecte britannique Norman Foster, supprimant l'impression d'une place pour créer l'impression d'un carrefour, rôle qu'elle avait en réalité acquis depuis bien longtemps.

## Rues principales

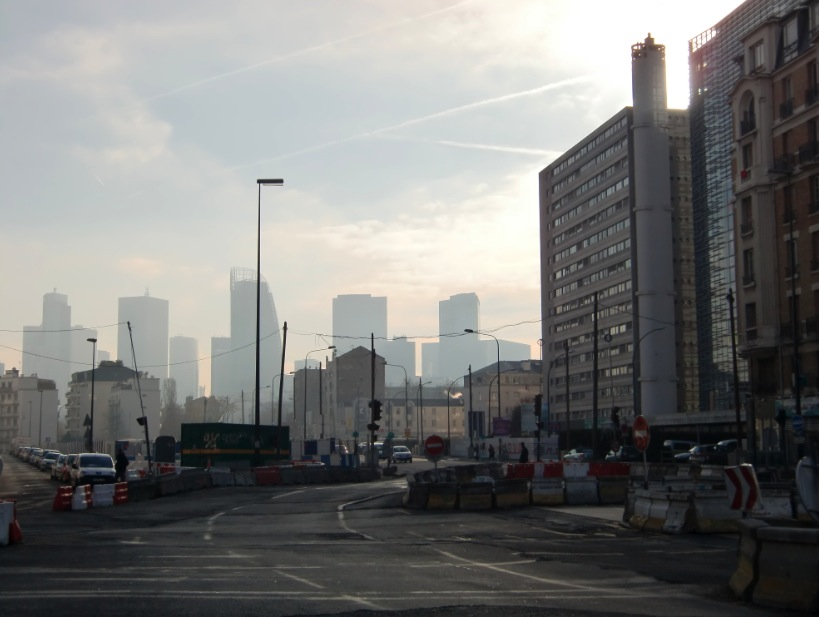
Place en travaux en 2010 pour accueillir le tramway T2.

- Boulevard National, axe Bezons-La Défense (RD 992/RN 192)
- Boulevard de la République vers Neuilly-sur-Seine et la Porte de Champerret (RD 908/RN 308) via le rond-point de l'Europe
- Avenue de Verdun vers la Place Nelson-Mandela (Nanterre) et la Préfecture des Hauts-de-Seine (RD131)
- Avenue de Charlebourg vers Courbevoie

L'axe Bezons-La Défense, important axe routier passant par la place de Belgique, supportant un trafic de bus élevé, accueille depuis le 19 novembre 2012 la ligne 2 du tramway d'Île-de-France.
Le boulevard National se transforme en boulevard de la Mission-Marchand à Courbevoie puis en avenue de la Division-Leclerc à Puteaux une fois avoir passé le boulevard circulaire de la Défense, avant de rejoindre le tunnel de La Défense.

## Transports en commun

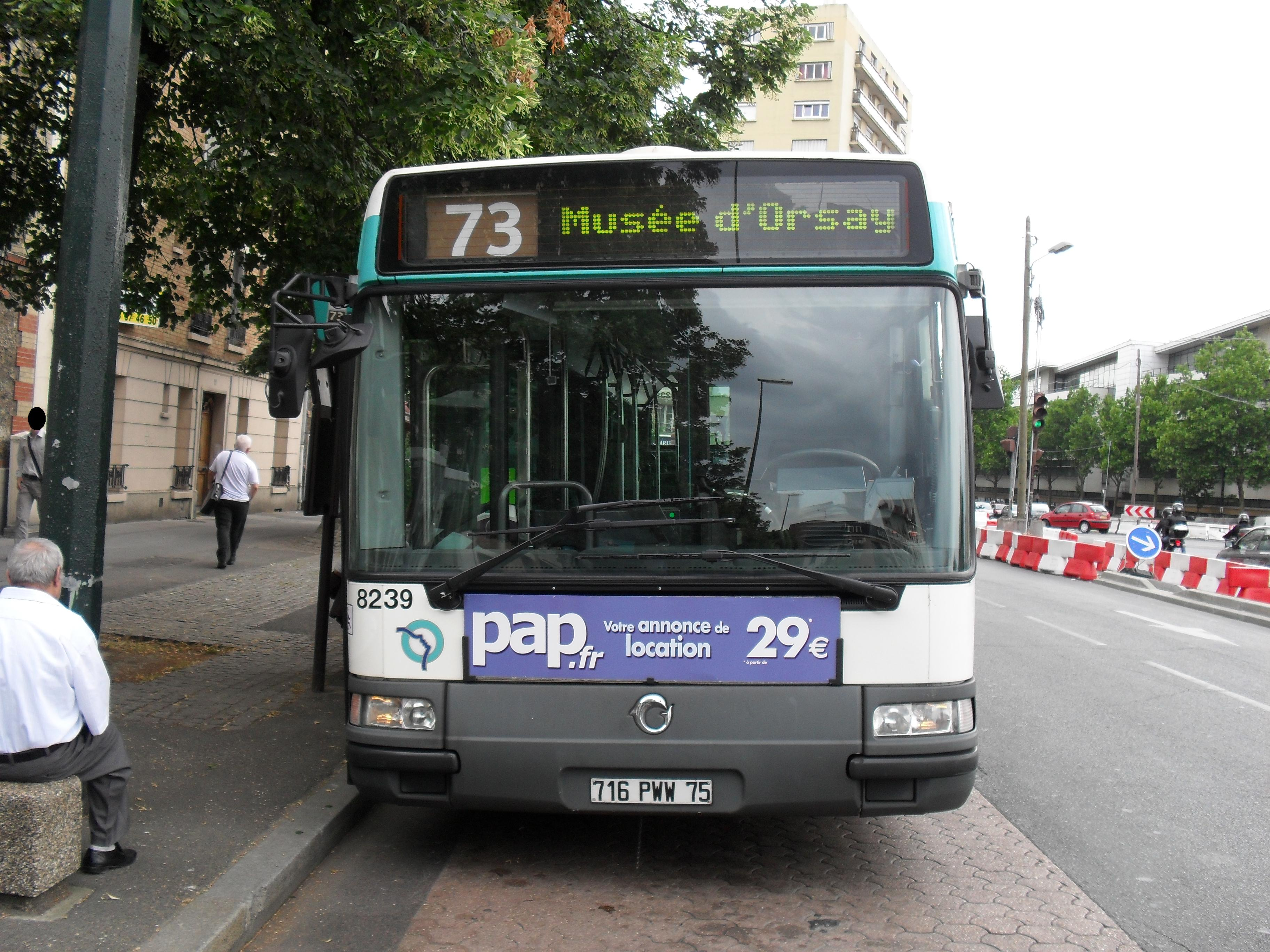
Bus 73, place de Belgique, au départ pour le musée d'Orsay.

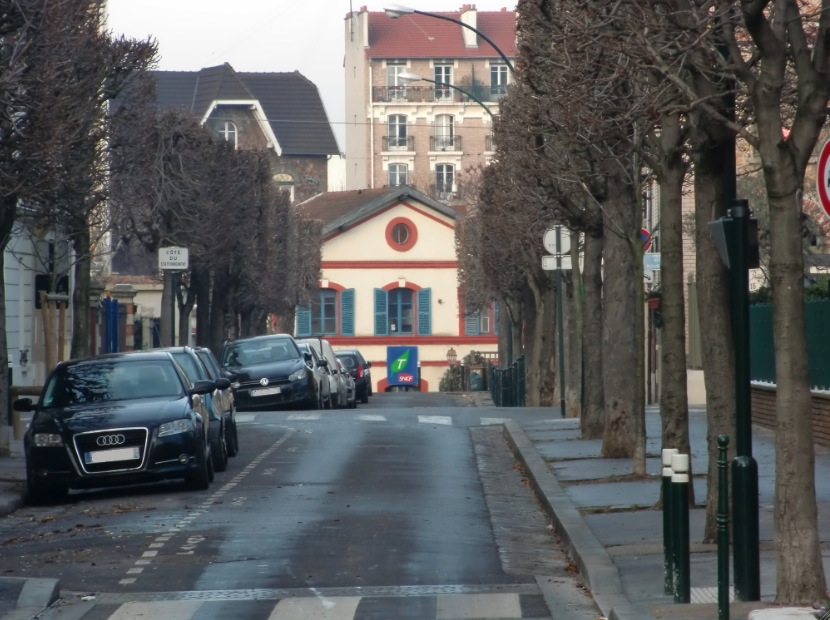
Station transilien La Garenne-Colombes vue depuis la place de Belgique.

La place est desservie par la ligne 2 du tramway d'Île-de-France à la station Charlebourg.
À proximité immédiate, se situe la gare de La Garenne-Colombes de la ligne L du Transilien.
Le centre de bus RATP de Charlebourg, d'une capacité de 208 bus, est situé 41 du boulevard National, à proximité de la place de Belgique.

## Sur la place

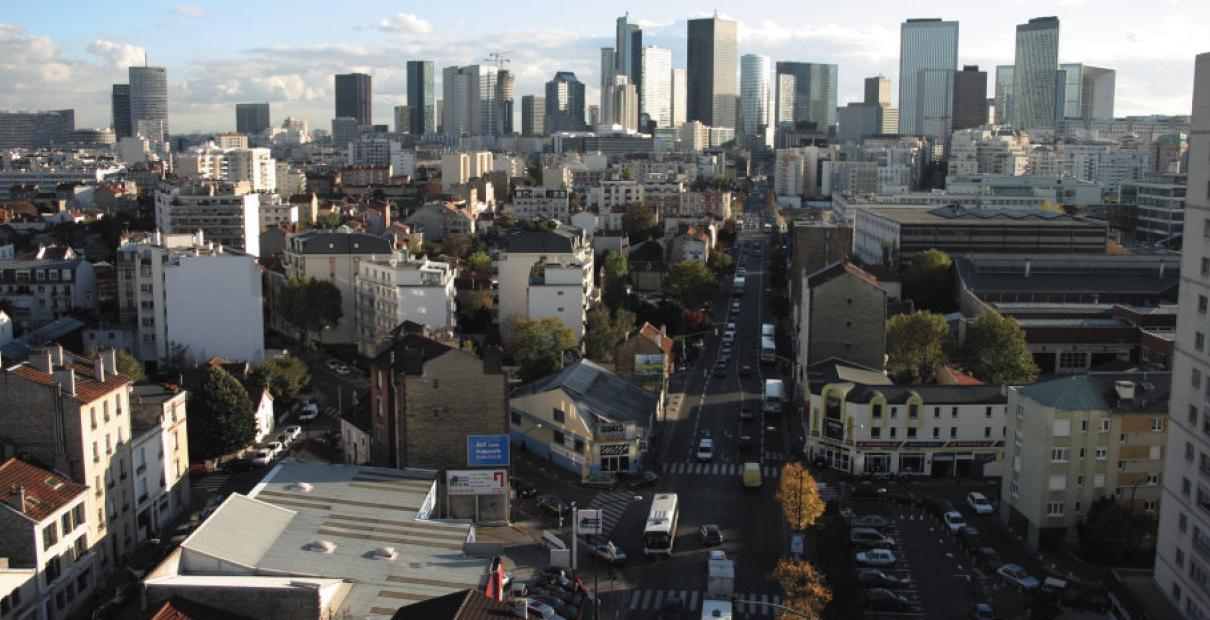
Vue sur La Défense depuis la place de Belgique

Sur la place, se trouvent les bureaux parisiens de Bayer, le siège du développeur et éditeur de logiciels Avanquest Software et le lycée La Tournelle.

## À proximité

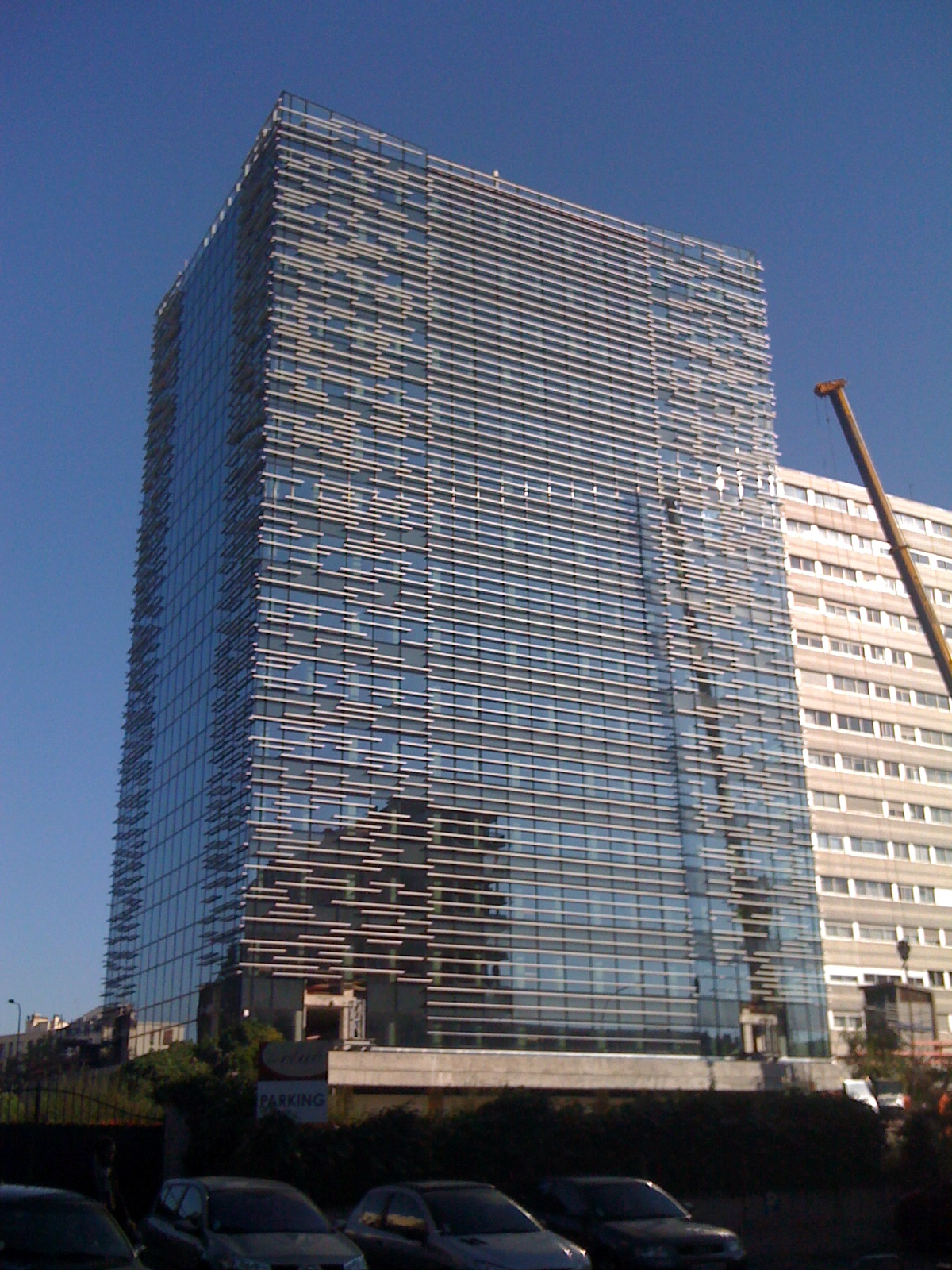
Tour Nova

À proximité de la place, sont situés l'école primaire Ernest Renan, une clinique (boulevard National), la tour Nova (haute de 57 mètres et constituée de 12 000 m2 de bureaux), sur l'axe de La Défense est également en bordure de la place, l'immeuble Perspectives Défense occupé par Areva, le siège français d'Oracle et la gare de La Garenne-Colombes.